# تاریخ ال‌جی‌بی‌تی در ایران
این مقاله به تاریخ ال‌جی‌بی‌تی در ایران می‌پردازد.
جانت افاری، پژوهشگر برجسته ایرانی-آمریکایی در تبعید و استاد دانشگاه پردو است. کتاب او به نام *فوکو و انقلاب ایران: جنسیت و اغواگری‌های اسلام* (که با همکاری کوین اندرسون، توسط انتشارات دانشگاه شیکاگو منتشر شده)، شامل فصلی مهم در مورد روابط همجنس‌گرایانه در ایران است. افاری در این فصل استدلال می‌کند که رژیم کنونی جمهوری اسلامی ایران در حال سرکوب یک سنت دیرینه فرهنگ همجنس‌گرایی است که قدمتی بیش از هزار سال دارد. افاری همچنین در حال کار بر روی تاریخ جامعی از جنسیت در ایران است. او اشاره می‌کند که ادبیات کلاسیک فارسی، از جمله آثار شاعرانی همچون عطار، مولانا، سعدی، حافظ، جامی و حتی ایرج میرزا در قرن بیستم، مملو از اشارات همجنس‌گرایانه است و به صراحت به پسران جوان زیبا و عمل پدراستی اشاره می‌کند (نباید با همجنس‌گرایی بین بزرگسالان اشتباه گرفته شود). بسیاری از داستان‌های عاشقانه مشهور که توسط این شاعران تجلیل شده‌اند، بین پادشاهان و خدمتکاران یا بردگان مرد آن‌ها بودند. گاهی اوقات معشوق متعلق به فرد قدرتمندتری بود. خارج از دربار سلطنتی، همجنس‌گرایی و ابرازات همجنس‌گرایانه در مکان‌های عمومی متعددی مانند خانقاه‌ها، مدارس دینی، میخانه‌ها، اردوگاه‌های نظامی، حمام‌ها و قهوه‌خانه‌ها پذیرفته شده بود. در دوران اولیه صفویان، خانه‌های مردانه فحشا (امردخانه) به صورت قانونی به رسمیت شناخته شده و حتی مالیات پرداخت می‌کردند.

## قبل از اسلام
برای مثال، هرودوت ادعا می‌کند که ایرانیان این عمل را از یونانیان آموخته‌اند: «از یونانیان یاد گرفتند که با پسران همبستر شوند.» اما پلوتارک اظهار می‌دارد که ایرانیان مدت‌ها پیش از تماس با فرهنگ‌های دیگر، از خواجه‌پسران برای این منظور استفاده می‌کردند. در هر صورت، افلاطون ادعا می‌کند که ایرانیان این عمل را برای مردمان سرزمین‌هایی که اشغال کرده بودند ممنوع کردند، زیرا "این کار برای فرمانروایان مناسب نیست که زیردستان‌شان افکار نجیبانه داشته باشند، و نه اینکه دوستی‌های قوی و تعلقاتی را که این فعالیت‌ها، و به ویژه عشق، تمایل به ایجاد آنها دارند، تشکیل دهند."
سکستوس امپریکوس در کتاب "طرح‌های شک‌گرایی" (حدود ۲۰۰ میلادی) می‌نویسد که قوانین ایرانیان نسبت به رفتارهای همجنس‌گرایانه تحمل نشان می‌دادند و مردان «در معاشرت با مردان دیگر آزادانه عمل می‌کردند.» (۱:۱۵۲).
حدود ۲۵۰ قبل از میلاد، در دوران امپراتوری اشکانی، متن زرتشتی "وندیداد" نوشته شد. این متن حاوی احکامی است که بخشی از کد جنسی را ترویج می‌کند که به تناسل‌گرا بودن تشویق می‌کند و به‌عنوان ممنوعیت رابطه جنسی همجنس‌گرایانه به‌عنوان نوعی از عبادت شیاطین و بنابراین گناه‌آلود تفسیر می‌شود. تفسیرهای قدیمی درباره این بند نشان می‌دهد که کسانی که به لواط مشغول بودند می‌توانستند بدون اجازه از دستور کشته شوند. با این حال، سنت همجنس‌گرایی قوی در ایران از قرن ۵ پیش از میلاد به‌وسیله تاریخ‌نگاران یونانی تأیید شده است و به نظر می‌رسد که این ممنوعیت تأثیر کمی بر نگرش‌ها یا رفتارهای جنسی ایرانیان، به‌جز در میان زرتشتیان متعصب در مناطق روستایی شرق ایران، داشته است.
در دوره ساسانی لواط یکی از گناهان تلقی می‌شد. اصطلاحاتی چون kun-marzih, waran ī abārōn (شهوت غیرطبیعی)، marzišnīh ī abārōn (جماع گناه‌آلود) برای توصیف این عمل به کار رفته است. قوانین و مواردی که به آنها اشاره شده نشانگر این بوده که این عمل در جامعه رخ می‌داده است.
کتاب مینوی خِرَد می‌گوید موجودات اهریمنی به شیوه زیر آفریده شده‌اند: «و اهریمنِ بدکار، دیوان و دروغان، دیگر فرزندان اهریمنی را از عمل لواط با خود به وجود آوردند.» بنابراین نخستین نکته این است که لواط وسیله‌ای بود تا اهریمن بتواند موجودات اهریمنی دیگر و بیشتری به جهان بیاورد، و دوم آنکه اهریمن موجودی لواط‌کار پنداشته می‌شد. در کتاب وی دیوداد گفته می‌شود اگر مردان ناخواسته در لواط فاعل یا مفعول واقع شوند، مجازات آنها شلاق و اگر خواسته این کار را بکنند، مجازاتشان اعدام است.
در کتاب هشتم دینْ‌کَرد، فصل ۳۴ آن که دربارهٔ احکام علیه تجاوز به عنف و سایر موارد موجود در «هوسپارم نسک» اوستاست، می‌گوید چنین قوانینی دربارهٔ امیال غیراخلاقی و هرزه wiftag (لواط مفعول) و wiftīnag (لواط فاعل)، «شهوت ستمگرانه، کردار فاسد، و آوازه تبار و تنهای تباه و آلوده ایشان» وجود داشته است. در کتاب اَرداویراف‌نامه، که داستان معراج به بهشت و جهنم است، به مجازات‌های همجنس‌بازان و لواط‌کاران اشاره شده است. ویراف در سفر خود به دوزخ، مردی را می‌بیند که کیفرش این بود که مارهایی به مخرج او وارد و از دهانش خارج می‌شوند.
فرشتگان دربارهٔ علتش می‌گویند: «این روح مرد پستی است که در گیتی مرتکب لواط شده است.» در فصل دیگری دربارهٔ مجازات لواط با زنان سخن گفته شده که سبک‌تر بوده است. لازم به گفتن نیست که حکم «سزاوار مرگ» (مرگ ارزان) بی‌درنگ در مورد این گونه افراد اجرا می‌شد.

## بعد از اسلام

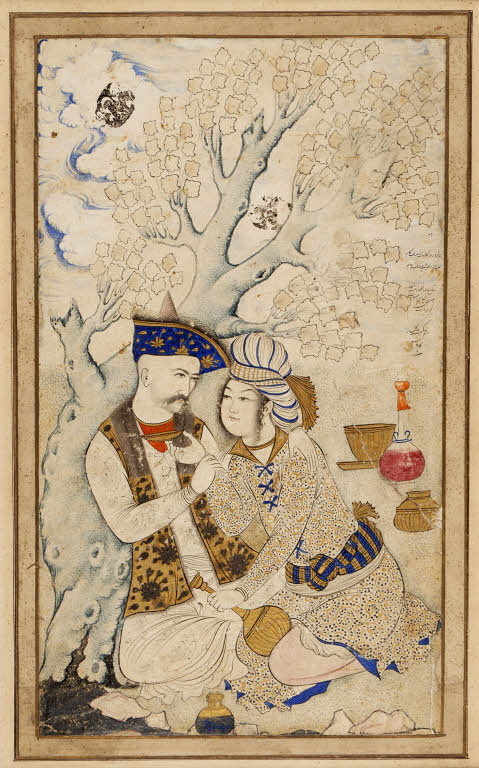
شاه عباس و غلام بچه اثر رضا عباسی (مینیاتور موجود در موزه لوور). اروپاییانی که از ایران دوران شاه عباس دیدن کرده‌اند از تمایل شدید او به غلام‌بچه‌های دلربا و ساقیان صحبت نموده‌اند.

### در دوران صفویان
در ایران پس از اسلام با همجنس‌گرایی و روابط همجنس‌گرایانه در مکان‌های زیادی همچون دیرها، کاروان‌سراها، حمام‌ها و پادگان‌های نظامی برخوردی صورت نمی‌گرفته و مجاز بوده است. رفتارهای همجنسگرایانه در دوران صفویان به رسمیت شناخته می‌شد چنان‌که حتی در بین برخی شاهان صفوی و نیز بسیاری از امرای مملوکی چنین علاقه‌مندی مشاهده شده است. رابطهٔ آنان در حدی بود که یار همجنس آنان همیشه در کنارشان حضور داشته و اطرافیان او را به این امر می‌شناختند. این شاهان و امیران همزمان به اقامهٔ نماز جمعه و ادای واجبات دین اسلام و مسائل سیاسی می‌پرداختند. همچنین در این دوره اماکنی تحت عنوان امرد خانه برای فعالیت روسپیان مذکر وجود داشته است. رسمیت این اماکن به حدی بوده که دولت نه تنها مانع فعالیت آن‌ها نمی‌شده بلکه از آن‌ها مالیات هم دریافت می‌کرده است. یکی از اماکن اسکان روسپیان مرد قهوه‌خانه‌ها بوده است. در این باره در سفرنامهٔ شاردان چنین آمده: «من در تبریز و ایروان قهوه‌خانه‌های بزرگی دیدم که پر از پسرانی بود که خویشتن را به‌مانند زنان روسپی عرضه می‌داشتند و حتی شاه عباس دوم طفلی زیبا را به قهوه‌چی سپرد و پسر بر اثر تجاوزی که باو شد به قهوه‌چی حمله برد و او را زخمی کرد ولی شاه بجای تنبیه متجاوز قهوه‌چی، دستور داد شکم بچه را پاره کردند.» افاری اشاره می‌کند که در دوران اولیه صفویان، خانه‌های مردانه فحشا (امردخانه) به صورت قانونی به رسمیت شناخته شده و حتی مالیات پرداخت می‌کردند.

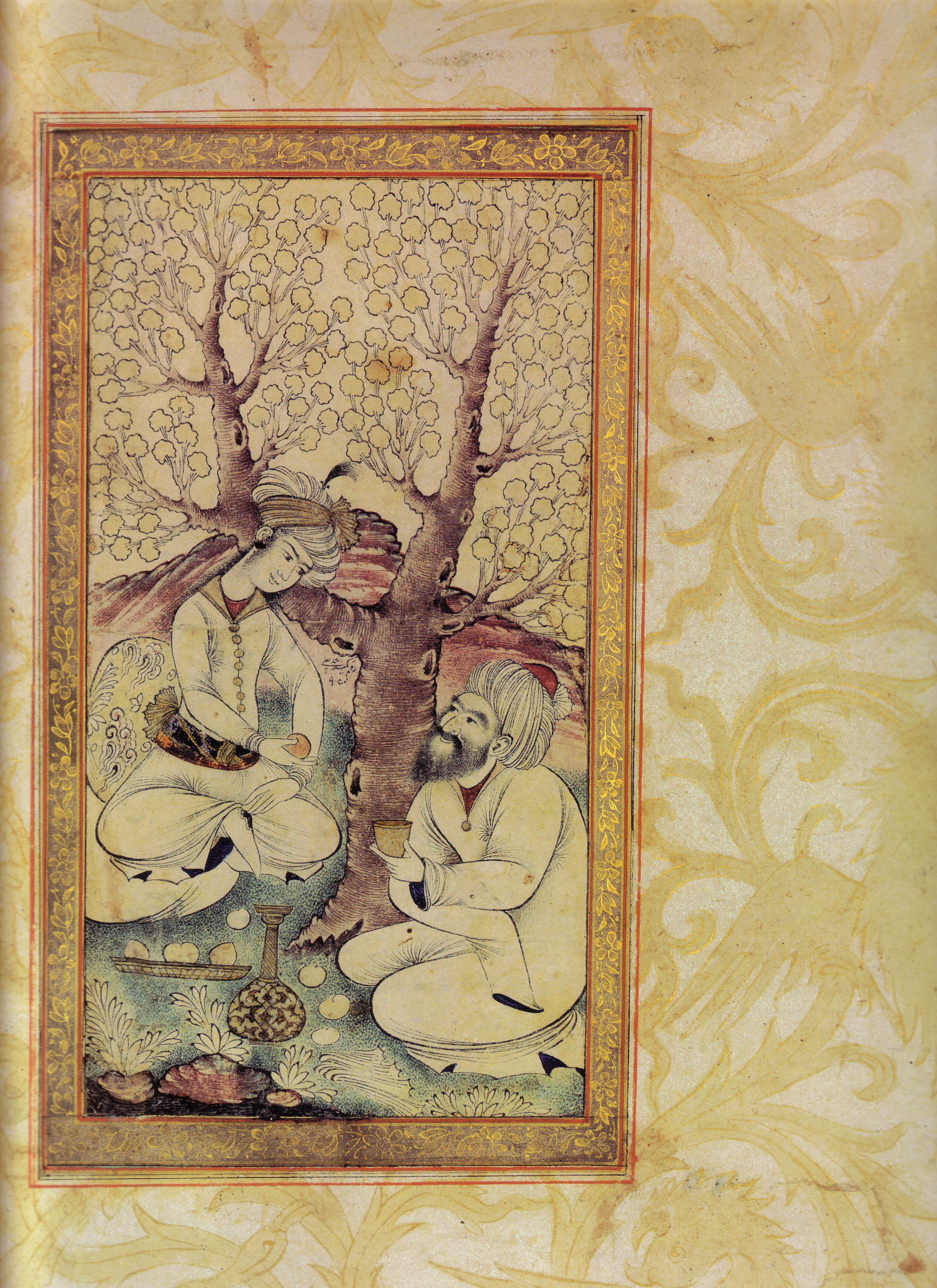
دو مرد، اثر محمدعلی، محفوظ در موزهٔ رضا عباسی

### در ادبیات فارسی
در کتب قبل از اسلام در ایران عشق مرد به مرد دیده‌نشده است، به همین دلیل در قرون نخستین تاریخ بعد از اسلام مثلاً در آثار دورهٔ سامانیان و پیش از آنان از قبیل رودکی و شهید بلخی و ابوشکور بلخی و شاهنامهٔ فردوسی مطلب صریحی در این خصوص نیست. اگرچه عده‌ای معتقدند که دقیقی به دست امردی کشته شده‌باشد.
برخلاف ادبیات فارسی در قرن بیستم میلادی، ادبیات قدیم فارسی روابط جنسی مردان را مختص به دگرجنس‌گرایی فرض نمی‌کرد. در برخی کتاب‌های ادبی، همچون قابوس‌نامه، چنان به فرزندآوری پرداخته‌اند که گویی دلیل دیگری برای ازدواج وجود نداشته است.
برخی شاعران ایرانی همچون سعدی و جامی اشعاری با «مضامین همجنس‌خواهانه» دارند. علاوه بر این در ادبیات ایران داستان‌هایی حول محور عشق دو همجنس به یکدیگر نیز وجود دارد. ناظر و منظور منظومه‌ای عاشقانه اثر وحشی بافقی است که در آن پسر وزیر که ناظر نام دارد عاشق پسر پادشاه، منظور، می‌شود. مهر و مشتری منظومه‌ای عاشقانه دیگری به زبان فارسی و در قالب مثنوی نوشتهٔ محمد عصار تبریزی است که در سال ۷۷۸ هجری قمری در وزن خسرو و شیرین سروده شده است.
در ایران و بیشتر جهان اسلام به‌خصوص در مورد مردان، تا زمانی که مردان روابط جنسی با همسران و وظایف زناشویی خود را ایفا می‌نمودند جامعه اعتنایی در قبال سایر روابط جنسی آن‌ها نداشت. این روابط به صورت‌های مختلف مانند روابط با «امرد» (پسر جوان که خط سبیلش پرپشت نشده باشد)، «آدم داری» (نگه داشتن مردان جوانتر در خانه به عنوان مونس) از فرم‌های اینگونه روابط با جنس موافق بود. در ادبیات دوران صفوی تا ایران قاجاری اواخر قرن نوزدهم میلادی هنگام صحبت از تمایلات افراد نسبت به جنس موافق است لحن نویسنده عاری از لحنی قضاوت آمیز بوده است؛ مثلاً در رستم الحکما در مورد شاه تهماسب دوم می‌نویسد «یک صورت یوسف‌گونه را به هزاران زلیخا، لیلی و شیرین ترجیح می‌داد» یا فتحعلی خان صبا شاعر دربار قاجار، فتحعلی شاه را برای دوست داشتن زنان و مردان جوان ستوده است یا عضد الدوله نه تنها زنان بسیار فتحعلی شاه، بلکه نظربازی‌های گسترده او با مردان جوان زیبا را ثبت کرده است. هرچند از اواخر قرن نوزدهم در نوشته‌های نویسندگان چنین روابطی تقبیح می‌شد. افسانه نجم‌آبادی تأثیر فرهنگی اروپا بر جامعه ایران را در این چرخش رفتاری مؤثر می‌داند. به‌طور کلی در دوران قاجار با وجود منع شرعی روابط جنسی با همجنس و احکام مخالفی که توسط شاهان و روحانیت صادر می‌شد صور مختلف روابط جنسی با همجنس در زندگی روزمره اتفاق می‌افتاد.

### در دوران قاجار
در سال ۱۹۱۴، مگنوس هیرشفیلد نوشت که "لواط و عشق‌بازی با زنان" تحت قوانین دینی شیعه، مجازات اعدام دارد، اما در مورد زنان، این تنها در مورد چهارمین محکومیت اعمال می‌شد و سه محکومیت قبلی ۱۰۰ ضربه شلاق داشتند. با این حال، او همچنین بیان کرد که "در سال‌های اخیر، کد کیفری دینی به طور بسیار سست اجرا می‌شده است."

### در دوران پهلوی
در دوره رضا شاه پهلوی، احمد کسروی و عده‌ای دیگر مانند ایرج میرزا با همجنس‌گرایی مخالفت کرده و نهضت مخالفت با همجنس‌گرایی را به راه انداختند. کسروی بعدها متن سخنرانی‌های خود را در مجله پیمان منتشر کرد. او شاعران کلاسیک فارسی مانند خیام، مولانا، سعدی و حافظ را مورد انتقاد قرار داد و یکی از کسانی بود که خواستار حذف آثار این شاعران از کتب درسی شد.
در اواخر دهه ۱۹۷۰، واپسین شاه ایران، طبقات بالای اجتماعی جامعه نسبت به مسئله همجنس‌گرایی از خود انعطاف نشان می‌دادند؛ حتی بعضی از اخبار نیز ازدواج همجنس‌گرایان را پوشش خبری می‌دادند. در این دوران برخی از افراد پیشنهاد پیدایش جنبش‌های مدنی همجنس‌گرایان را همانند جنبش‌های غربی نیز دادند. علاوه بر این، در برخی از کلوب‌های شبانه دوران پهلوی رفتارهای همجنس‌خواهانه تحمل می‌گشت. برخی از ایرانیان حتی در مورد تشکیل یک سازمان حقوق همجنس‌گرایان مشابه جنبش رهایی همجنس‌گرایان بحث کردند. با این حال، در این دوران، همجنس‌گرایی همچنان یک نوع تابو به حساب می‌آمد و هیچ مرکزی برای مشاوره به جوانانی که در مورد گرایش جنسی خود دچار سردرگمی شده بودند، وجود نداشت.
ارنست پرون سوئیسی، یکی از نزدیک‌ترین و صمیمی‌ترین دوستان محمدرضا پهلوی که در در سوئیس با او آشنا شد و به مدت ۲۰ سال نزدیکترین دوست او بود، همجنسگرا بود. رضا شاه که تمایل داشت ولیعهد تربیت مردانه پیدا کند و شدیداً مراقب هر گونه رفتار او بود از بازگشت او به ایران به همراه یک همجنسگرا خشمگین شد.
در بین معماران و طراحانی که به شهبانو در تزیین کاخ کمک می‌کردند، بیژن صفاری و کیوان خسروانی علناً همجنس‌گرا بودند و با این وجود پای ثابت همراهان محبوب خانواده سلطنتی بودند که نشان دهنده میزان حساسیت شاه و همسرش فرح دیبا است.
جانت افاری استدلال کرده است که انقلاب ۱۳۵۷ (۱۹۷۹) تا حدی ناشی از خشم اخلاقی علیه رژیم شاه بود و به‌ویژه به یک ازدواج همجنس‌خواهانه نمایشی بین دو جوان با ارتباطاتی به دربار مربوط می‌شود. او می‌گوید که این موضوع شدت سرکوب ضدهمجنس‌گرایانه در ایران را توضیح می‌دهد. افاری اشاره کرده است که شدت سرکوب همجنس‌گرایی در رژیم کنونی ایران تا حدی ناشی از نقشی است که همجنس‌گرایی در انقلاب ۱۳۵۷ (۱۹۷۹) ایفا کرد و به قدرت رساندن آیت‌الله خمینی و پیروانش. در کتاب جدیدش، او و اندرسون می‌نویسند:
"در جنبش‌های ملی‌گرا سنتی طولانی وجود دارد که قدرت را از طریق روایت‌هایی که پدرسالاری و دگرجنس‌گرایی اجباری را تأیید می‌کند، تحکیم می‌کند و انحراف جنسی و فحشا را به یک نخبگان حاکم فاسد نسبت می‌دهد که در حال سرنگونی و یا همدست با امپریالیسم خارجی هستند. همه اتهاماتی که علیه [شاه مخلوع ایران و خانواده پهلوی او] و حامیان ثروتمندشان مطرح شده، ناشی از نارضایتی‌های سیاسی و اقتصادی نیست. بخشی قابل توجهی از خشم عمومی متوجه سبک زندگی ‘غیراخلاقی’ آنها بود. شایعاتی وجود داشت مبنی بر اینکه سبک زندگی همجنس‌گرایانه در دربار رواج داشت. نخست‌وزیر شاه، امیر عباس هویدا گفته می‌شد که همجنس‌گرا بوده است. مطبوعات طنزآمیز به طور مداوم او را به خاطر لباس‌هایش، ارکیده بنفش روی یقه‌اش و ازدواج فرضی‌اش مسخره می‌کردند. خود شاه نیز شایعه شده بود که دوجنس‌گرا است. گزارش‌هایی وجود داشت مبنی بر اینکه یکی از دوستان نزدیک مرد شاه از سوئیس، که از دوران دانشجویی‌اش با او آشنا بود، به طور مکرر به دیدن او می‌آمد. اما بزرگ‌ترین خشم عمومی متوجه دو مرد جوان و نخبه‌ای بود که به دربار ارتباط داشتند و مراسم ازدواج نمایشی برگزار کردند. به‌ویژه برای مذهبیون شدید، این تأیید عمومی بود که خانه پهلوی با بدترین نوع تخلفات جنسی فاسد شده است و اینکه شاه دیگر مالک خانه خود نیست. این شایعات به خشم عمومی، حس شرم و انزجار دامن زد و در نهایت توسط اسلام‌گرایان در فراخوان‌هایشان برای انقلاب استفاده شد. به‌زودی پس از به قدرت رسیدن در ۱۳۵۷ (۱۹۷۹)، آیت‌الله خمینی مجازات اعدام را برای همجنس‌گرایی برقرار کرد."
رضا پهلوی، ولیعهد و پسر شاه محمدرضا پهلوی، اظهار داشت که اقلیت‌های جنسی و جنسیتی پیش از «رژیم ملاها» (اانقلاب ۱۳۵۷) آزادی داشتند.

### بعد از انقلاب اسلامی
همجنسگرایی در ایران بعد از انقلاب سال ۵۷ هیچگاه به رسمیت شناخته نشده و به دلیل آموزه‌های اسلام، همواره با آن، مقابله شده است؛ به گونه‌ای که حتی سیاستمداران ایرانی هم از به کار بردن لفظ همجنس‌گرایی، خودداری کرده و با واژهٔ توهین‌آمیز همجنسبازی از آن، یاد کرده‌اند. برای نمونه، محمود احمدی‌نژاد در طی سفری که به سازمان ملل داشت، دربارهٔ همجنسگرایی گفت: «درایران، همجنس‌بازنداریم»؛ این سخن که وی ابتدا آن را در دانشگاه کلمبیا مطرح کرده بود با واکنش شدید حضار، مواجه شد. همچنین وی اظهار داشت که پیامبران نیز با این مقوله، مخالفت جدی داشتند.
در ۱۱ اوت ۲۰۰۵، یک سری اعتراضات هماهنگ در فرانسه، ایرلند، بریتانیا و سایر نقاط جهان به اعدام‌های آ یاز مَرْهونی، ۱۸ ساله، و محمود عسگری، که بنا بر گزارش‌های خبری ۱۶ یا ۱۷ ساله بود، برگزار شد. در میان جنجال‌های مربوط به ادعاهای رسمی مبنی بر اینکه جوانان اعدام‌شده به یک پسر ۱۳ ساله تعرض کرده بودند، افذه جاما، سردبیر حرّیه، یک مجله الکترونیکی برای مسلمانان دگرباش، اعلام کرد که منابع او در ایران تأیید می‌کنند که این دو جوان که در مشهد به دار آویخته شدند، عاشق یکدیگر بودند.
“وقتی برای اولین بار درباره این موضوع مطلع شدم، با تماس‌های ایرانی‌ام از حرّیه تماس گرفتم,” جاما توضیح داد. “همه بر این حقیقت تأکید کردند که این پسران به خاطر دگرباش بودنشان کشته شدند. یکی از تماس‌های من که در مهمانی‌های همجنس‌گرایان در مشهد شرکت کرده بود، تأکید می‌کند که این پسران شریکی بلندمدت بودند و منبع دیگری به من گفت که یکی از اعضای خانواده یکی از پسران این زوج را افشا کرده است.”
در ۲۴ سپتامبر ۲۰۰۷، در حین سخنرانی در دانشگاه کلمبیا، رئیس‌جمهور ایران محمود احمدی‌نژاد در پاسخ به سوال "زنان ایرانی اکنون از حقوق انسانی ابتدایی محروم شده‌اند و دولت شما مجازات‌های سخت‌گیرانه‌ای از جمله اعدام بر شهروندان ایرانی که همجنس‌گرا هستند، تحمیل کرده است. چرا این کارها را انجام می‌دهید؟" گفت: "ما همجنس‌گرا نداریم، مانند کشور شما. نمی‌دانم چه کسی این را به شما گفته است." یک دستیار بعداً گفت که او به اشتباه نقل قول شده و در واقع گفته بود که "در مقایسه با جامعه آمریکایی، ما همجنس‌گرایان زیادی نداریم." آن دستیار بیشتر توضیح داد که "به دلیل تفاوت‌های تاریخی، مذهبی و فرهنگی، همجنس‌گرایی در ایران و جهان اسلام نسبت به غرب کمتر رایج است." کتابی در این موضوع با عنوان **زنان با سبیل و مردان بدون ریش: اضطراب‌های جنسیتی و جنسی مدرنیته ایرانی** نوشته افسانه نجما‌بدی وجود دارد.
در سال ۲۰۱۰ برای نخستین بار در آلمان، گردهمایی زنان همجنس‌گرای ایرانی در شهر فرانکفورت با حضور ۱۷ تن از لزبین‌های ایرانی مقیم اروپا و ایران برگزار شد. هدف از این نشست مقابله با هوموفوبیا و افزایش تعامل و همکاری بین همجنسگرایان ایرانی اعلام گشت.
در ماه مه ۲۰۲۱، یک مورد غم‌انگیز از خشونت هموفوبیک در نزدیکی شهر اهواز در استان خوزستان ایران رخ داد که در آن یک مرد ۲۰ ساله ایرانی به دلیل گرایش جنسی‌اش توسط نابرادری و دو پسرعموی خود ربوده و سر بریده شد. قربانی، علی "علیرضا" فاضلی منفرد، به نمادی از پیامدهای وحشیانه هموفوبیا در ایران تبدیل شد. مرگ او توجه گسترده‌ای در شبکه‌های اجتماعی به خود جلب کرد و فعالان و چهره‌های مشهور خواستار اقدام بیشتر علیه آزار و اذیت افراد دگرباش جنسی تحت حکومت جمهوری اسلامی شدند.

## افراد برجسته
- کیوان خسروانی: معمار، طراح نورپردازی، طراح مد و خیاط ایرانی.[۳۵][۳۶][۳۷] او در تهران متولد شد و از سال ۱۹۷۸ در پاریس زندگی می‌کند. او در دهه ۱۹۷۰ به عنوان طراح مد برای شهبانو فرح پهلوی خدمت کرد و بنیاد فرح پهلوی را تأسیس کرد.[۳۸] او به عنوان یک فرد همجنسگرا شناخته می‌شد.[۲۵]
- فردی مرکوری (فرخ بلسارا): خواننده اصلی گروه افسانه‌ای راک کوئین، که از والدینی پارسی از گجرات هند متولد شد. او ریشه‌هایی مرتبط با جامعه گسترده‌تر زرتشتیان ایرانی دارد. فردی مرکوری یکی از نمادین‌ترین چهره‌های تاریخ موسیقی راک است و به دلیل صدای قدرتمند و حضور صحنه خیره‌کننده‌اش شناخته می‌شود.
- ارشام پارسی: فعال حقوق دگرباشان جنسی ایرانی و بنیان‌گذار «راه‌آهن ایرانی برای پناهندگان دگرباش» (IRQR) که به پناهندگان دگرباش ایرانی کمک می‌کند. او مدافع حقوق دگرباشان جنسی، به ویژه پناهندگان ایرانی که از آزار و اذیت گریخته‌اند، بوده است.
- شادی امین: فعال حقوق دگرباشان جنسی، نویسنده و محقق ایرانی ساکن آلمان. امین همچنین یکی از بنیان‌گذاران شبکه «شش‌رنگ» است که از حقوق افراد دگرباش جنسی، به ویژه لزبین‌ها و افراد ترنس ایرانی دفاع می‌کند.
- نعمت سادات: روزنامه‌نگار، نویسنده و فعال حقوق دگرباشان جنسی افغان-ایرانی که در سال ۲۰۱۳ به عنوان همجنسگرا آشکارسازی کرد. او مدافع حقوق دگرباشان جنسی در خاورمیانه و جنوب آسیا است و به طور گسترده‌ای درباره تجربه‌های زندگی به عنوان یک همجنسگرا افغان در تبعید نوشته است.
- مهرداد افسری: هنرمند و عکاس ایرانی که به دلیل کارهایش در زمینه کاوش هویت و جنسیت شناخته شده است. او از هنر خود برای به چالش کشیدن هنجارهای اجتماعی مربوط به جنسیت و گرایش جنسی در جامعه ایرانی استفاده کرده است.
- گلنار خسروشاهی: بنیان‌گذار و مدیر عامل شرکت موسیقی Reservoir Media. هرچند او به‌طور مستقیم به‌عنوان فعال شناخته نمی‌شود، اما یک تاجر موفق با ریشه‌های ایرانی است که به عنوان عضوی از جامعه دگرباشان جنسی شناخته می‌شود.
- علی رضایی: فعال ایرانی که به‌طور عمومی درباره چالش‌های افراد دگرباش جنسی در ایران صحبت کرده است. او از ایران گریخت و به کانادا پناهنده شد و همچنان در دفاع از حقوق دگرباشان جنسی فعالیت می‌کند.
- الهام ملک‌پور ارشلو: فعال حقوق اقلیت‌های جنسی، روزنامه‌نگار و فعال حقوق زنان بسیار فعال است اما خود را به‌عنوان نویسنده و شاعر معرفی می‌کند.

## نگارخانه

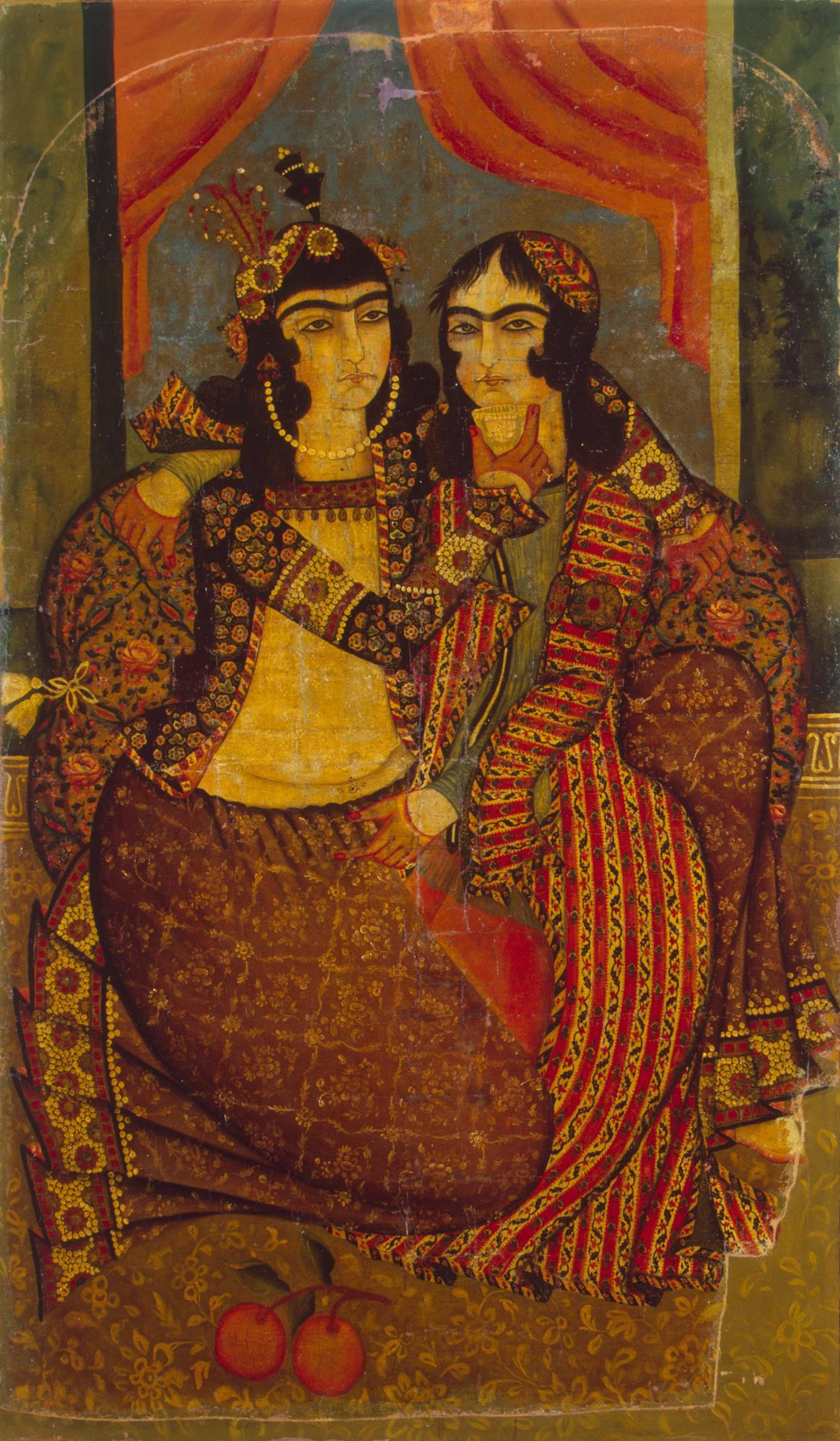
زوج عاشق، نقاشی قاجاری محفوظ در موزهٔ آرمیتاژ
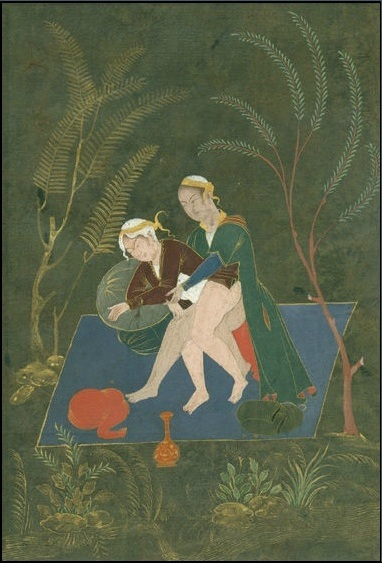
همجنس‌گرایی مردانه با آمیزش جنسی مقعدی در دودمان صفویان سال ۱۶۶۰
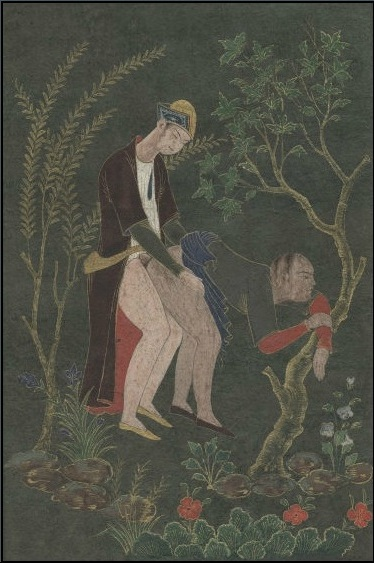
همجنس‌گرایی مردانه با آمیزش جنسی مقعدی در دودمان صفویان سال ۱۷۲۰
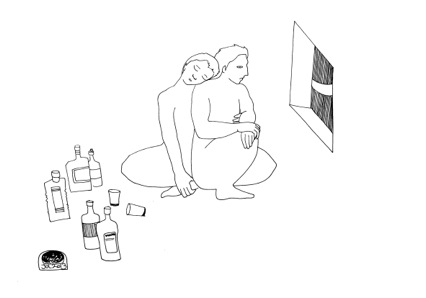
دو عاشق، اثر فربد مرشدزاده